# Gavar (unidade administrativa)
Gavar (em armênio: Գավառ) é unidade administrativo-territorial da Armênia histórica. Historicamente, a formação das fronteiras dos gavares da Grande Arménia baseia-se em princípios geográficos, políticos, subétnicos, genealógico-hereditários (nacarares). Segundo o Ashkharhats’uyts’ (em armênio: Աշխարհացույց, lit. "Atlas Mundial"), cada naangue da Armênia ("ascar") foi dividido administrativamente em uma série de gavares, que muitas vezes representavam o domínio de uma ou outra dinastia nacarar, ou de uma região geográfica separada.